# Ribellione di Bacon

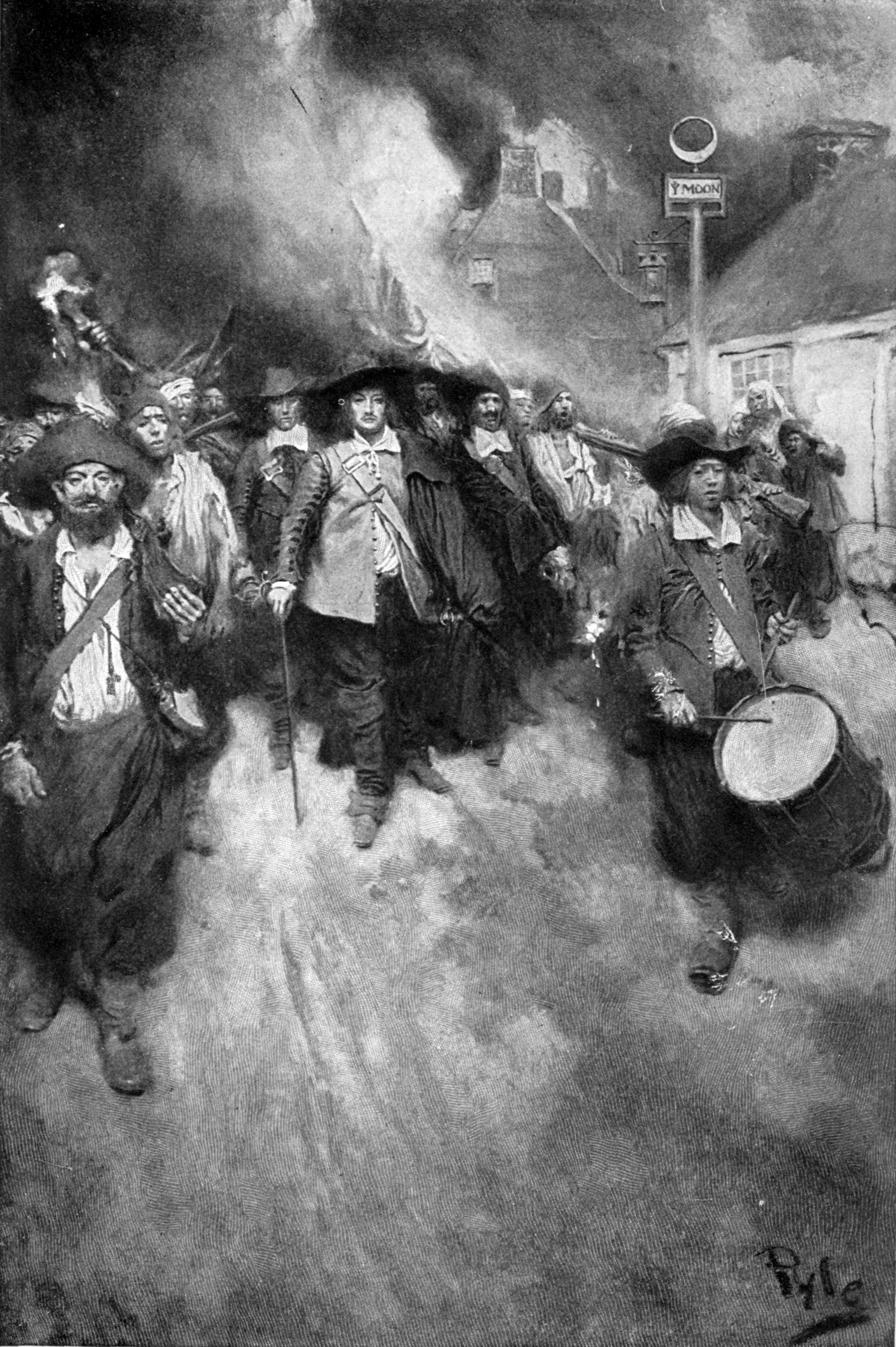
The Burning of Jamestown, di Howard Pyle, 1905 circa

La ribellione di Bacon (Bacon's Rebellion) fu una ribellione, avvenuta nel 1676 nella Colonia della Virginia, guidata da Nathaniel Bacon, un ricco allevatore.
Essa fu la prima ribellione avvenuta nelle Tredici colonie in cui presero parte coloni scontenti; un fatto simile avvenne in Maryland qualche mese dopo, entrambi in un periodo in cui il prezzo del tabacco (principale merce da esportazione) subiva frequenti fluttuazioni al ribasso. La presa di posizione fu una protesta contro le razzie dei nativi americani alle frontiere, oltre che contro le politiche del governatore reale della Virginia, William Berkeley che era biasimato per due motivi: il tentativo di mantenere la pace con i nativi impedendo ai coloni poveri di espandersi sulle montagne sconfinando nel loro territorio, e il suo governo oligarchico che si appoggiava sui grandi proprietari terrieri (in genere anglicani) e sui favoriti del governatore e della corona.
La questione di chi avesse diritto al suffragio per eleggere i consiglieri del "parlamento" coloniale (House of Burgesses) aveva una certa rilevanza, con il governatore che cercava di ridurre il suffragio a chi poteva vantare natali da gentiluomo e ampie proprietà terriere, mentre molti cercavano invece di estendere il suffragio anche ai piccoli piantatori autonomi (sovente ex servi a contratto o immigrati recenti), che ne erano esclusi, in mezzo rimanevano gli interessi dei medio/piccoli piantatori (spesso membri della milizia), che rischiavano di essere esclusi dall'elettorato attivo per ordine del governatore. Inoltre cercava di mantenere una tassazione adeguata alle necessità imperiali, più che a quelle della colonia.
La fedeltà al monarca era poco apprezzata nelle colonie, poiché la dinastia Stuart post-restaurazione era percepita come filo-cattolica e filo-assolutista, mentre la maggior parte della popolazione coloniale simpatizzava per il parlamento (e si sarebbe schierata rapidamente con gli Orange durante la di poco successiva seconda rivoluzione inglese). Questa fu una delle prime volte in cui i poveri di pelle bianca (molti dei quali erano o erano stati "servi a contratto", ovvero schiavi) e quelli di etnia nera (diversi dei quali erano ex schiavi emancipati) furono uniti nel sostenere una causa. Intorno al 1700 nasce però una nuova linea sociale divisoria, quella tra bianchi e neri, in cui i bianchi cominciarono ad uniformarsi grazie alla cultura occidentale condivisa (gioco d'azzardo, corse dei cavalli) mentre i neri vennero percepiti come una minaccia (per via dell'elevato numero di schiavi). Fu quindi la schiavitù ad unire la comunità bianca, privilegiata e non, nel disprezzo e nella paura dei neri. Mentre i coltivatori non riuscirono nel loro intento di espellere i nativi americani dalla Virginia, la ribellione obbligò Berkeley a recarsi in Inghilterra per rispondere dei disordini. Inoltre convinse il ceto più ricco dei piantatori ad accordarsi con gli agricoltori poveri, con tattiche paternalistiche.

## Antefatto
Prima della "ribellione in Virginia", come venne chiamata, nel 1674, un gruppo di coltivatori insediati alla frontiera della Virginia, chiesero ai nativi americani di spostarsi in alcuni territori protetti, altrimenti sarebbero stati uccisi. L'anno successivo, nel settembre 1675, un gruppo di indiani Doeg rubarono alcuni maiali al piantatore Thomas Mathews, come ritorsione per il mancato pagamento di alcune partite di merce acquistate dagli indiani. Quando i coloni scoprirono il fatto, uccisero diversi indiani. In risposta questi ultimi uccisero il mandriano di Mathews, Robert Hen.
Due capitani della milizia, (entrambi con una storia di aggressione non motivata verso gli indiani) si recarono presso gli indiani, uccidendo 14 Susquehannock senza alcun motivo. Ne scaturì una serie di incursioni in ritorsione al fatto accaduto. John Washington andò ad una festa dalla Virginia al Maryland, e circondò un campo di Susquehannock con la milizia del Maryland. Anche se gli indiani rimasero nel campo per sei settimane, quando sei dei loro capi uscirono per parlamentare, vennero uccisi a sangue freddo dai coloni assedianti.
Dopo alcune settimane, gli indiani ruppero la tregua e si recarono alle cascate del fiume James (nei pressi dell'attuale (Richmond). Lungo la strada, uccisero numerosi coloni in ritorsione per la morte dei loro capi. Quando ebbero ucciso un numero adeguato di persone, tentarono di concordare una tregua con gli inglesi che rifiutarono.
Cercando di evitare una intensificazione della guerra con gli indiani, il Governatore Berkeley emanò una legge per il contenimento della minaccia dei nativi americani. Egli propose la costruzione di molti forti difensivi lungo la frontiera. I coloni sulla frontiera, pensando che il piano era costoso ed inadeguato, pensarono che era una scusa per aumentare le tasse.

## La ribellione
Quando Berkeley rifiutò di rivalersi nei confronti dei nativi americani, gli allevatori si riunirono a rapporto per discutere della faccenda. Nathaniel Bacon arrivò con un gran quantitativo di brandy e dopo che venne distribuito, egli venne eletto capo del gruppo. Bacon era un membro minore della borghesia britannica, legato alla gentry, e immigrato da relativamente pochi anni in America (anche per rifarsi da una condotta non immacolata che lo vide coinvolto in alcuni scandali finanziari), era stato legato a Bekerley all'inizio, ma era venuto ad urto con il governatore ed aveva iniziato a condurre una vita, prospera ma non troppo agiata, come piccolo/medio coltivatore di tabacco. Era inoltre un importante membro della milizia della Virginia, di cui conservava il grado di Capitano, e che aveva contribuito a riorganizzare durante gli anni in cui era in buoni rapporti con il governatore. Contro gli ordini di Berkeley, si diresse a sud prima di raggiungere la tribù Ochannechee. Dopo aver ottenuto la promessa di attaccare gli Susquehanocks, Bacon ed i suoi uomini attaccarono e uccisero la maggior parte degli uomini, donne e bambini del villaggio. Al loro ritorno a casa scoprirono che Berkeley aveva richiesto una nuova elezione alla Camera dei Burgess, allo scopo di facilitare i problemi degli indiani.

La neoeletta House of Burgesses decretò un numero elevato di riforme sfavorevoli al governatore (anche se in quel periodo Bacon non partecipò alle riunioni del Burgess, poiché la sua piantagione era molto lontana) limitando i poteri del governatore e ripristinando i diritti di suffragio ai cittadini senza terre. 

Dopo la promulgazione di queste leggi, Bacon arrivò a Jamestown con 500 uomini per chiedere l'invio di truppe contro gli indiani. Il governatore rifiutò di cedere alle pressioni, anche sotto la minaccia delle armi, puntando all'accordo diplomatico, ma Bacon riuscì ad estorcere, con la forza, la nomina di una commissione parlamentare allo scopo di ottenere la guerra contro gli indiani. Durante questi avvenimenti, vennero uccise otto persone in alcune scorribande indiane sulla frontiera. 

Il 30 luglio 1676, Bacon ed il suo esercito emisero la Declaration of the People of Virginia, chiedendo che gli indiani dell'area venissero uccisi o espulsi e la fine della loro figura di "parassiti". La dichiarazione criticava l'amministrazione di Berkeley in dettaglio. Lo accusava di imporre tasse ingiuste, di nominare amici in posizioni chiave e di debolezza nel proteggere i coltivatori della frontiera dall'attacco degli indiani. La base sociale che appoggiava Bacon era formata soprattutto da piccoli agricoltori delle regioni di frontiera e da artigiani protestanti non conformisti delle zone costiere, non mancavano però figure eminenti (specialmente mercanti di pellicce e piantatori dell'entroterra dalla ricchezza recente) che Berkeley aveva indispettito o marginalizzato a favore di gruppi di potere più malleabili, la maggior parte dei grandi latifondisti e i loro protegé tendevano invece ad appoggiare il governatore, mentre i piccoli coltivatori della baia e gli artigiani anglicani della costa si tenevano per lo più in disparte.
Bacon ed i suoi uomini iniziarono a muovere contro gli indiani alla frontiera, lanciando un attacco contro gli innocenti Pamunkey. Essi, non solo non avevano mai partecipato agli attacchi contro i coloni, ma erano sempre stati alleati degli inglesi in tutto il tempo dei raid indiani contro i coloni. Essi stavano provvedendo a raccogliere guerrieri per aiutare gli inglesi, quando Bacon prese il potere.
Alcuni mesi dopo il conflitto, le forze di Bacon, circa 300-500 uomini, marciarono su Jamestown, dove diedero al fuoco la capitale coloniale il 19 settembre 1676. Sopraffatto, Berkeley si ritirò al di là del fiume.In questi giorni Bacon garantì l'emancipazione agli schiavi neri che si fossero arruolati nella sua milizia, alienandosi definitivamente le simpatie dei maggiori piantatori della colonia (inclusi alcuni dei suoi primi sostenitori, che erano anche in grado di garantirgli un certo sostegno parlamentare), questa manovra serviva per cercare di aumentare rapidamente il numero di miliziani disponibili, ma non diede tutti i risultati sperati, anche perché i pochissimi ex schiavi che giunsero nelle sue file erano privi di armi e di addestramento all'uso delle armi da fuoco. Complessivamente però Bacon riuscì a mobilitare, anche se mai a concentrare in un unico punto, circa 1.000 uomini, una cifra notevole nella Virginia di quel tempo.
Prima che una squadra navale inglese potesse giungere in porto in soccorso di Berkeley e dei suoi uomini, Bacon morì di dissenteria il 26 ottobre 1676. 

John Ingram prese il suo posto a capo della ribellione, ma molti seguaci si ritirarono. Essi vennero sconfitti da Berkeley che lanciò una serie di ambiziosi e proficui attacchi attraverso la baia di Chesapeake. Le sue forze, molto rinforzate dalle élite sociali dei latifondisti della costa (che permisero al governatore di disporre anche di reparti a cavallo della milizia, molto mobili ed adatti alle operazioni rapide), finirono per disperdere i pochi che ancora erano rimasti fedeli a Ingram. Fondamentale per la sua vittoria si dimostrò la marina mercantile britannica e il gruppo dei mercanti, sempre fedeli al governo legittimo (anche quando lo disapprovavano) e dotati di mercantili facilmente trasformabili in navi militari, capaci di portare qualche cannone, e miliziani (con magari anche qualche reparto a cavallo) per sbarcarli nei punti strategici della baia e della costa.
Il settantenne governatore Berkeley, tornò alla sua capitale bruciata alla fine del gennaio 1677.

## Conseguenze
Il Governatore Berkeley ritornò al potere, confiscò le proprietà di diversi ribelli e fece impiccare 23 persone.Poco dopo giunsero sul posto rinforzi dall'Inghilterra, con un battaglione di regolari, che condannarono la durezza della repressione ed avviarono un'opera di pacificazione armata verso i potenziali ribelli e gli indiani sulla frontiera. Gli ultimi sprazzi di ribellione furono cancellati dopo non poco tempo, in sordina, alcuni gruppi di ribelli si insediarono sulla frontiera dove vissero indisturbati fino ad essere poi graziati, mentre pochi sbandati finirono per darsi al brigantaggio.
Dopo aver nominato una commissione d'inchiesta, ed inviato un rapporto al re Carlo II, Berkeley venne sollevato dall'incarico e richiamato in Inghilterra, morì però prima di essere stato ricevuto dal monarca. Carlo II, si dice abbia detto: "Quel vecchio pazzo, ha messo a morte più gente in quella spoglia terra, di quanta io non ne abbia messa a morte per l'uccisione di mio padre." Non ci sono tracce ufficiali di questo commento; l'origine della storia sembra risalga ad un mito coloniale scaturito trent'anni dopo l'evento.
Poveri bianchi e neri, indifferentemente, si unirono ai ribelli della frontiera. La visione di questa unità eterogenea allarmò la classe dominante. Alcuni storici sostengono che la ribellione abbia spinto verso il razzismo e la istituzione dello schiavismo, come sistema per controllare la reazione dei poveri. Di fatto nel giro di pochi anni venne steso un muro invisibile tra bianchi e neri, formalizzato con il codice sulla schiavitù del 1705, fu proibito emancipare gli schiavi neri e (nel giro di alcuni decenni) tutti i neri liberi della Virginia dovettero dirigersi in altre colonie britanniche. Inoltre furono anche questi gli anni in cui il numero di servi a contratto britannici "importati" in Virginia come contadini diminuì drasticamente (molti dei ribelli appartenevano a questa categoria, molti di più approfittarono della ribellione per sfuggire al sistema delle piantagioni), che furono rimpiazzati da schiavi importati dalle Barbados o direttamente dall'Africa. I bianchi (inglesi, ma sempre più spesso anche scozzesi e scoto-irlandesi, ironicamente spesso seguaci degli Stuart che Bacon tanto odiava) che migravano in Virginia lo fecero come coloni. In questo modo non vi furono più neri liberi (e poveri) che potevano allearsi con bianchi semiliberi e poveri. I nativi furono i veri sconfitti, perché subirono perdite elevate in questo periodo, e perché i governatori della Virginia furono sempre meno propensi a difenderli (in una politica imperiale che voleva farne alleati e gestire con loro il lucroso commercio delle pellicce) contro le pretese dei coloni abitanti le aree di confine, avendo compreso che questa politica risultava molto impopolare tra i virginiani bianchi.